# 사오토메 란마

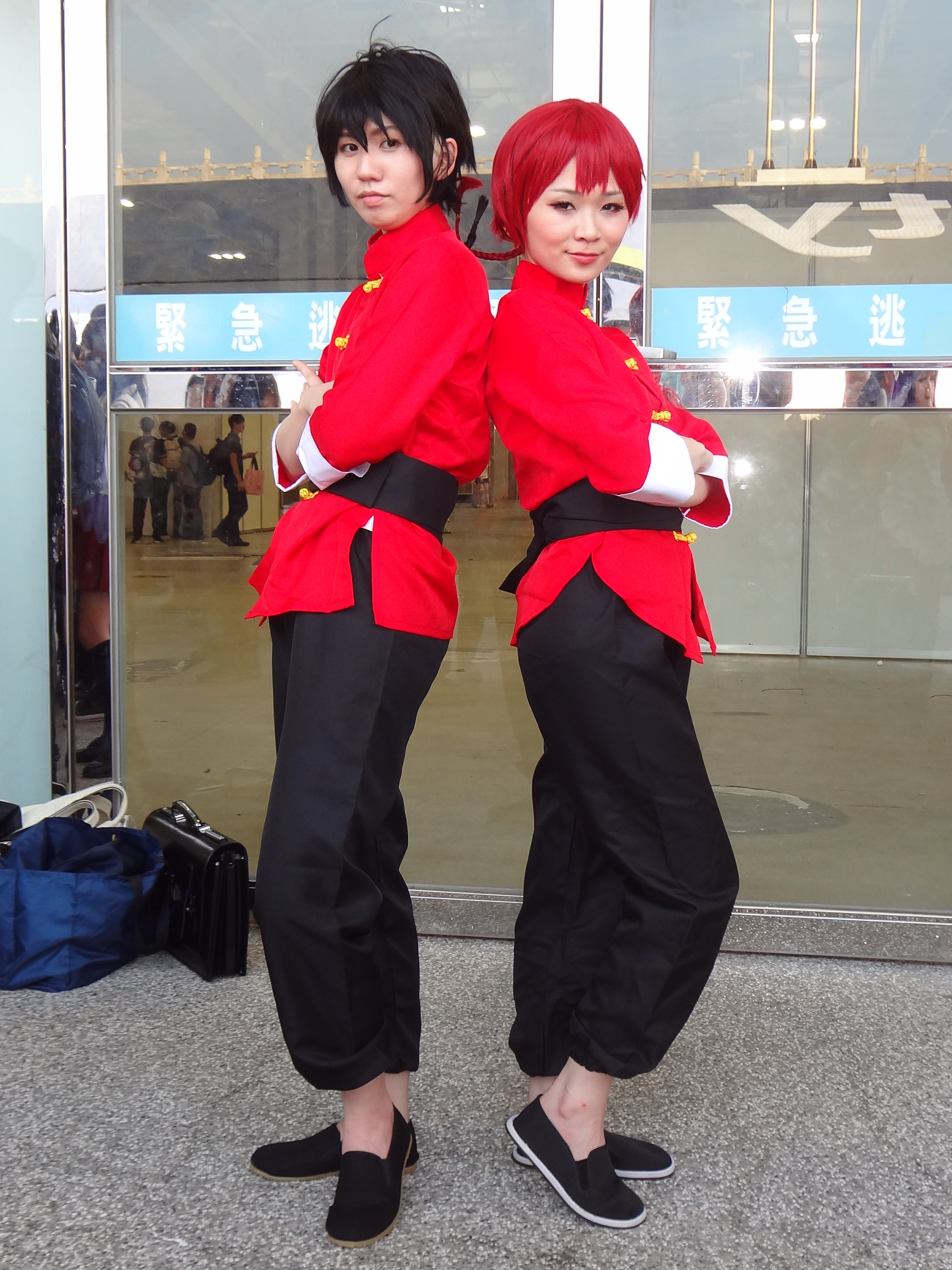
코스프레 모습

사오토메 란마(早乙女 乱馬, 더빙판 남궁 란마)는 일본의 애니메이션 《란마 ½》의 등장인물이다.
본 작품의 주인공으로, 찬물을 맞으면 신체가 여자로 변하는 낭익천의 저주를 받았다. 아버지인 사오토메 겐마로부터 무술을 배웠으며, 극중에서 여러 주변 인물로부터 기술을 배우기도 한다. 실력은 겐마와 맞붙어도 거의 지지 않으나, 지나치게 자만하는 성격 탓에 겐마로부터 종종 타박을 당하곤 한다.
겐마의 친구인 텐도 소운의 집에 머물고 있으며, 소운의 딸 텐도 아카네와 약혼자 관계를 맺었다. 하지만 아버지들끼리 내린 결정인데다 성격도 안 맞아 초반에는 자주 갈등을 빚으나, 이야기가 전개되면서 관계가 가까워진다.

## 외모
숱이 많은 검은 머리에(여자로 변하면 빨간색으로 바뀐다.) 짧게 댕기를 매고 있다. 이 댕기의 끝은 용의 수염으로 묶여 있다. 용의 수염으로 댕기를 묶은 이유는 중국에서 수련을 하다가 우연히 먹은 용의 수염 죽 때문에 계속 자라는 머리를 봉인하기 위해서다.
작가의 다른 작품처럼, 란마 또한 남자임에도 유난히 큰 눈을 갖고 있다.

## 트라우마
어렸을 때 겐마가 란마에게 고양이 권법을 가르치기 위해 고양이 떼 안에 던져넣은 적이 있어 고양이를 매우 무서워한다. 하지만 이 공포가 극에 달하면 이성을 잃고 자신이 고양이가 되어 무시무시한 전투력을 발휘한다. 고양이가 된 란마를 진정시킬 수 있는 사람은 아카네뿐이다. 샴푸는 고양이로 변하는 자신의 체질과 란마의 약점을 이용해서 종종 란마를 곤란하게 만든다.

## 인물 관계

### 사오토메 겐마
어렸을 때부터 아버지인 겐마와 함께 지내고 무술을 배워, 서로를 잘 안다. 하지만 그만큼 서로를 속이는 일도 많아, 부자간의 믿음은 그렇게 강하지는 않은 듯하다. 란마는 어머니에 대한 기억이 별로 없어 겐마에게 가끔씩 어머니에 대해 묻는데, 그럴 때마다 겐마는 침묵으로 일관한다. 그 이유는 겐마가 란마의 어머니인 노도카에게 "란마를 남자 중의 남자로 만들겠다. 만약 실패한다면 나와 란마 모두 할복할 것이다."라는 약속을 했는데, 란마의 여자로 변하는 신체 탓에 노도카를 만나면 꼼짝없이 할복해야 하기 때문이다.

### 텐도 아카네
겐마와 소운의 약속으로 맺어진 약혼자이다. 하지만 란마와 아카네의 성격이 정 반대인데다, 아카네의 형편없는 요리 솜씨 때문에 극중 초반에는 자주 마찰을 일으킨다. 그러나 내용이 전개될수록 서로를 알아가기 시작하며 관계가 점점 가까워진다.

### 히비키 료가, 무스
료가와는 중학교 친구이며, 라이벌 관계이다. 란마와의 결투를 위해 준비하던 중 료가는 란마가 중국으로 갔다는 소식을 듣고 중국의 주천향을 찾아갔는데, 여자로 변한 란마 때문에 주천향에 빠졌고, 새끼돼지로 변하는 몸이 되었다. 이 일로 란마와 한바탕 싸우다가 둘을 중재하려는 아카네를 보고 료가는 반해 버린다. 그러나 아카네와 란마가 약혼자 관계라는 사실을 알고 나서는 더욱 더 란마를 이기기 위해 갖은 노력을 다한다.
무스는 중국 출신의 소년으로, 샴푸를 좋아하고 있었으나, 샴푸가 란마와 결혼하려 한다는 사실을 알고 란마를 라이벌로 정하고 끊임없이 란마에게 도전한다.

### 샴푸, 쿠온지 우쿄, 쿠노 코다치
란마와 아카네를 떼어놓고 란마와 결혼하려는 소녀들이다. 샴푸는 중국의 여걸족으로, "남자에게 지면 그 남자와 결혼한다"라는 여걸족의 전통에 따라 란마에게 접근한다. 우쿄는 란마의 어릴 적 친구로, 겐마가 우쿄의 아버지에게 란마와 우쿄의 혼인을 약속하고 도망가는 바람에 우쿄는 란마를 찾아 란마가 다니는 고등학교로 전학을 왔다. 코다치는 타테와키의 동생으로, 우연히 만난 란마에게 반하고 란마와 사귀기 위해 온갖 수를 다한다.

### 핫포사이
겐마와 소운의 사부이자, 란마의 사부이기도 하다. 무차별 격투의 계승을 위해 란마를 제자로 삼는다. 극도의 변태로, 속옷을 훔치는 것을 취미로 삼는다. 여자 란마에게 속옷차림을 자주 요구한다. 이런 핫포사이의 변태기질을 잘 아는 란마는 여자로 변신하여 미인계로 핫포사이를 방심시키고 날려버리는 식의 방법을 자주 이용한다.

### 코롱
샴푸의 증조 할머니로, 란마와 샴푸를 결혼시키려는 인물이다. 각종 무술의 달인으로, '불속 텐진군밤권법'과 '비룡승천파' 등의 기술을 란마에게 전수하였다.

### 쿠노 타테와키
란마가 다니는 풍림관 고등학교의 2학년으로, 항상 검도복을 입고 목도를 소지한다. 아카네를 탐내고 있었으나 란마와 아카네가 약혼자 관계라는 것을 안 이후 란마를 라이벌로 삼고 끊임없이 덤비나 항상 당한다. 여자 란마를 '댕기 머리 소녀'라고 부르며, 아카네와 여자 란마 사이에서 고심하다가 동시 교제를 결심한다. 남자 란마와 여자 란마가 동일인물이라는 사실은 전혀 모른다.